# André Derain
André Derain (/dəˈræ̃/, tiếng Pháp: [ɑ̃dʁe dəʁɛ̃]; 10 tháng 6 năm 1880 - 8 tháng 9 năm 1954) là một họa sĩ, họa sĩ, nhà điêu khắc người Pháp và đồng sáng lập trường phái dã thú cùng với Henri Matisse.

## Tiểu sử
Derain sinh năm 1880 tại Chatou, Yvelines, Île-de-France, ngoại ô gần Paris. Năm 1895, ông bắt đầu tự học, trái với tuyên bố rằng việc gặp Vlaminck hoặc Matisse bắt đầu nỗ lực vẽ tranh, và thỉnh thoảng về nông thôn với một người bạn cũ của Cézanne, Cha Jacomin cùng với hai con trai của ông. Năm 1898, khi đang học để trở thành một kỹ sư tại Académie Camillo, ông đã tham dự các lớp học vẽ tranh dưới thời Eugène Carrière và gặp Matisse. Năm 1900, ông đã gặp và dùng chung một phòng vẽ với Maurice de Vlaminck và họ cùng nhau bắt đầu vẽ cảnh trong khu phố, nhưng điều này đã bị gián đoạn bởi nghĩa vụ quân sự tại Commercy từ tháng 9 năm 1901 đến 1904. Sau khi được thả ra, Matisse đã thuyết phục cha mẹ của Derain cho phép anh từ bỏ sự nghiệp kỹ sư và cống hiến hết mình cho hội họa; sau đó Derain theo học Académie Julian.